# فینال جام حذفی فوتبال انگلستان ۲۰۲۵
فینال جام حذفی فوتبال انگلستان ۲۰۲۵ (به انگلیسی: 2025 FA Cup final)، یک بازی فوتبال برای تعیین قهرمان این رقابت‌ها در فصل ۲۵–۲۰۲۴ بود که بین دو تیم کریستال پالاس و منچستر سیتی، به تاریخ ۱۷ مه ۲۰۲۵ با میزبانی ورزشگاه ومبلی لندن انگلستان، برگزار شد. این فینال، ۱۴۴امین آنها از رقابت‌های جام حذفی فوتبال انگلستان بود.
کریستال پالاس با گل وینگرش، ابرچی ازه در نیمه اول، و مهار پنالتی توسط دروازه‌بانش، دین هندرسون، با نتیجه ۱–۰ پیروز شد و اولین جام بزرگ تاریخش را بالای سر برد. با این قهرمانی، کریستال پالاس سهمیه حضور در مرحله گروهی لیگ اروپا را برای فصل ۲۶–۲۰۲۵ به دست آورد که اولین رقابت بزرگ اروپایی‌شان است. با این قهرمانی، پالاس برای کسب جام خیریه انگلستان ۲۰۲۵، به مصاف لیورپول، قهرمان لیگ در فصل ۲۵–۲۰۲۴ خواهد رفت.
برای منچستر سیتی، این سومین فینال متوالی جام حذفی و دومین نائب قهرمانی متوالی آنها بود و دهمین تیمی شد که فینال‌های متوالی را باخته است.

## مسیر رسیدن به فینال

### کریستال پالاس
| دور | رقیب                 | نتیجه |
| --- | -------------------- | ----- |
| سوم | استوک‌پورت کانتی (خ.) | ۱–۰   |
| چهارم | دونکستر راورز (م.)   | ۲–۰   |
| پنجم | میلوال (خ.)          | ۳–۱   |
| ۱/۴ نهایی | فولام (م.)           | ۳–۰   |
| نیمه نهایی | استون ویلا (ب.)      | ۳–۰   |
| نکته کلیدی: (خ.) = محل برگزاری بازی در خانه؛ (م.) = محل برگزاری بازی خارج از خانه؛ (ب.) = محل برگزاری بازی بی‌طرف |                      |       |

کریستال پالاس به عنوان یک تیم لیگ برتری، از دور سوم وارد این مسابقات شد. آنها سفر خود در جام حذفی را با یک پیروزی خانگی خفیف ۱–۰ مقابل استوک‌پورت کانتی آغاز کردند؛ تک گل این بازی را ابرچی ازه به ثمر رساند. سپس پالاس، تیم لیگ دویی دونکستر راورز را با نتیجه ۲–۰ شکست داد، گل‌های این بازی را دنیل مونیوز و جاستین دونی به ثمر رساندند. در دور پنجم مقابل رقیبشان در دربی جنوب شرقی لندن، میلوال، قرار گرفتند و ژان-فیلیپ ماتتا، مهاجم کریستال پالاس، تنها نه دقیقه پس از شروع مسابقه، پس از برخورد با دروازه‌بان میل‌وال، لیام رابرتز، با برانکارد از زمین خارج شد. رابرتز به دلیل ضربه زدن به سر ماتتا با کفش، کارت قرمز مستقیم دریافت کرد، این خطا باعث شد ماتتا ۲۵ بخیه بخورد. با ده نفره شدن میلوال، پالاس به سرعت کنترل بازی را به دست گرفت و با گل به خودی جفت تانگانگا و گل‌های دنیل مونیوز و ادوارد انکتیا، به پیروزی ۳–۱ دست یافت.
در مرحله یک‌چهارم نهایی، کریستال پالاس در مقابل دیگر باشگاه لیگ برتری، فولام، قرار گرفت. با وجود بازی خارج از خانه در ورزشگاه ورزشگاه کریون کاتج، پالاس به راحتی تیم جنوب غربی لندن را با نتیجه ۳–۰ شکست داد و ابرچی ازه، اسماعیل سار و ادوارد انکتیا نام خود را در فهرست گلزنان ثبت کردند. در نیمه نهایی مقابل استون ویلا در ومبلی، کریستال پالاس با گل اِبِرِچی اِزِه و به دنبال آن دو گل اسماعیل سار، به پیروزی ۳–۰ دست یافت. این پیروزی، پالاس را به سومین فینال جام حذفی تاریخش و اولین فینال آنها پس از سال ۲۰۱۶ رساند، زمانی که آنها با نتیجه ۲–۱ توسط منچستر یونایتد شکست خوردند و جوئل وارد تنها بازیکن باقی مانده از آن تیم ۲۰۱۶ بود.

### منچستر سیتی
| دور | رقیب                 | نتیجه |
| --- | -------------------- | ----- |
| سوم | سالفورد سیتی (خ.)    | ۸–۰   |
| چهارم | لیتون اورینت (م.)    | ۲–۱   |
| پنجم | پلیموث آرگیل (خ.)    | ۳–۱   |
| ۱/۴ نهایی | بورنموث (م.)         | ۲–۱   |
| نیمه نهایی | ناتینگهام فارست (ب.) | ۲–۰   |
| نکته کلیدی: (خ.) = محل برگزاری بازی در خانه؛ (م.) = محل برگزاری بازی خارج از خانه؛ (ب.) = محل برگزاری بازی بی‌طرف |                      |       |

به عنوان یک تیم لیگ برتری، منچستر سیتی در دور سوم وارد این مسابقات شد. سیتی رقابت‌های جام حذفی خود را با پیروزی قاطع ۸–۰ در خانه مقابل سالفورد سیتی، تیم لیگ دسته دومی، آغاز کرد. اکثر گل‌ها توسط جیمز مک‌آتی، که در نیمه دوم هت‌تریک کرد، و جرمی دوکو، که دو گل زد، به ثمر رسید، و دیوین موباما، جک گریلیش و نیکو آوریلی نیز در گلزنی نقش داشتند. این بزرگ‌ترین پیروزی آنها از زمان شکست دادن واتفورد با همین نتیجه در سال ۲۰۱۹ بود. سیتی در دور چهارم از حذف زودهنگام مقابل لیتون اورینت جان سالم به در برد، اما گل‌های عبدالقادر حسنوف و کوین دی بروینه، گل به خودی استفان اورتگا را خنثی و پیروزی را به سیتی اهدا کرد. در دور پنجم، سیتی با وجود آنکه با گل اول ماکسیم تالویروف از پلیموث آرگیل، یک بر صفر عقب افتاد اما با دو گل نیکو اورایلی و یک گل و یک پاس گل کوین دی بروینه، پیروزی را با نتیجه ۳ بر ۱ به خود اختصاص داد.
در مرحله یک‌چهارم نهایی، منچستر سیتی در مقابل دیگر تیم لیگ برتری، بورنموث، قرار گرفت و در خارج از خانه در دین کورت به مصاف آنها رفت. اوانیلسون در نیمه اول بورنموث را پیش انداخت، اما برای سومین بازی متوالی، سیتی با گل‌های نیمه دوم ارلینگ هالند و عمر مرموش، پیروز و در رقابت‌های حذفی دوام آورد. در نیمه نهایی در ومبلی، سیتی با گل‌های ریکو لویس و یوشکو گواردیول، ناتینگهام فارست را با نتیجه ۲–۰ شکست داد. این اولین باری بود که منچستر سیتی در سه فینال متوالی جام حذفی حضور داشت، پیش از این به ترتیب در فینال‌های ۲۰۲۳ و ۲۰۲۴ بازی کرده بود.

## پیش-بازی
برنامه پیش از مسابقه با اجرای دی‌جی تونی پری و با حمایت گروه‌های موسیقی نیروی دریایی برگزار شد. سرود سنتی فینال جام حذفی پیش از مسابقه با عنوان «با من بمان»، توسط سیناد آشیوکای خوانده شد، در حالی که سینا ام‌بی‌سی سرود ملی «خدا نگهدار پادشاه باد» را اجرا کرد.

## بازی

### خلاصه
پپ گواردیولا یک خط حمله قوی برای سیتی بست و از همان ابتدا بر بازی مسلط بودند. در دقیقه ۶، ارلینگ هالند با سانتری که از سمت راست برای او ارسال شده بود، اولین موقعیت مسلم گلزنی را داشت، اما ضربه او به دست دروازه‌بان پالاس، دین هندرسون، دفع و راهی کرنر شد. سیتی همچنان بر بازی مسلط بود و چندین فرصت کرنر داشت و در دو موقعیت، ضربه سر گواردیول توسط هندرسون مهار شد و ضربه سر دیگری از آکانجی با فاصله کمی از کنار دروازه به بیرون رفت. با این حال، برخلاف جریان بازی، این کریستال پالاس بود که در ضدحمله به سیتی ضربه زد. پس از دفع یک توپ توسط مدافع پالاس، کریس ریچاردز، توپ در اختیار ژان-فیلیپ ماتتا قرار گرفت که با یک و دوی زیبای او با دایچی کامادا، فرصت فرار برای دنیل مونیوز از جناح راست سیتی فراهم شد و او با سانتر خود، ابرچی ازه را در موقعیت گل قرار داد تا ازه با ضربه والی خود در دقیقه ۱۶، دروازه سیتی را باز کند. تنها سه دقیقه بعد، مونیوز در یک حرکت تقریباً مشابه اما از جناحی دیگر، پالاس را در موقعیت گل دوم قرار داد، اما شوت اسماعیل سار توسط دروازه‌بان سیتی، اورتگا، دفع شد.
در دقیقه ۲۳، لحظه‌ای جنجالی در بازی رخ داد، زمانی که ارلینگ هالند، بازیکن سیتی، و دین هندرسون، دروازه‌بان پالاس، برای یک توپ بلند که از یوشکو گواردیول، بازیکن سیتی، ارسال شد، در نزدیکی محوطه جریمه پالاس با هم درگیر شدند و هندرسون در حالی که پاهایش داخل محوطه بود توپ را با کف دست دفع کرد. کمک‌داور ویدئویی صحنه را بررسی و از دادن کارت قرمز به هندرسون خودداری کرد. با این حال، در دقیقه ۳۶ و پس از اینکه حرکت تایریک میچل، بازیکن پالاس، روی برناردو سیلوا، بازیکن سیتی، خطا تشخیص داده شد، سیتی یک پنالتی گرفت. عمر مرموش پشت نقطه پنالتی ایستاد اما هندرسون ضربه او و سپس شوت بعدی هالند به توپ برگشتی را مهار کرد. در دقیقه ۴۲، هندرسون شوت دوکو را دفع کرد و توپ برگشتی قبل از اینکه با ضربه سر بازیکنان سیتی وارد دروازه شود، توسط کاپیتان پالاس، مارک گی‌هی دفع شد تا دو تیم با همان نتیجه ۱–۰ به رختکن بروند.
در نیمه دوم، سیتی از همان شروع مجدد بازی شانس داشت، اما سانتر سیتی از جناح راست قبل از آنکه با ضربه سر هارلند گلی حتمی شود توسط کریس ریچاردز، برگشت داده شد. در ادامه این پالاس بود که تهدیدی برای دروازه سیتی شد و چندین موقعیت خوب برای دو برابر کردن اختلاف داشت. در دقیقه ۴۹، با پرتاب دست عمیق ریچاردز، به محوطه جریمه سیتی رسید، و شوت محکم ازه به سمت دروازه، پس از دفع، با ضربه وارتون به چشم گی‌هی برخورد کرد و موجب آسیبش شد و همین سبب شد تا ده دقیقه بعد، پالاس مجبور به تعویض کاپیتانش شود. در دقیقه ۵۵، برناردو سیلوا، بازیکن سیتی، در موقعیت مناسب گلزنی قرار گرفت اما ضربه‌اش با دفاع کامادا راهی کرنر شد. سه دقیقه بعد، پس از پرتاب اوت عمیق کریس ریچاردز به محوطه جریمه سیتی، توپ در میان شلوغی و سردرگمی مدافعان به مونیوز رسید و قبل از اینکه اورتگا بتواند واکنشی نشان دهد، با شوت خود پالاس را ۲–۰ پیش انداخت. با این حال، پس از بررسی ویدئویی، این گل به دلیل قرار گرفتن اسماعیل سار در موقعیت آفساید، مردود اعلام شد. سپس دایچی کامادا در دقیقه ۶۷، پس از دفع ناقص کرنر پالاس توسط سیتی، توپ به کامادا در خارج از محوطه جریمه برخورد کرد که شوت او با اختلاف کمی از بالای دروازه سیتی به بیرون رفت.
سیتی همچنان تلاش داشت تا گل تساوی را به ثمر برساند، و در سوی دیگر، یکی دیگر از بازیکنان پالاس دچار مصدومیت شد. در دقیقه ۷۱، شوت کوین دی بروینه از بیرون محوطه جریمه، با برخورد به سر آدام وارتون، هافبک پالاس، دفع شد و به دلیل ضربه به سر، بازی دقایقی متوقف و وارتون از زمین خارج شد. اگرچه او به بازی برگشت، اما در دقیقه ۸۶ جای خود را به ویل هیوز داد. هیوز در تیم واتفورد فینال ۲۰۱۹ بود که مقابل سیتی شکست خورده بود. در دقیقه ۷۴، پاس دی بروینه نیکو آوریلی را در محوطه جریمه در موقعیت گلزنی قرار داد، و فرصتی طلایی برای به تساوی کشاندن بازی به دست آمد، اما تعلل آوریلی در شوتزنی سبب شد تا مدافعان پالاس او را مهار و توپ را دفع کنند.
تعدادی تعویض در ۱۵ دقیقه مانده به پایان وقت معمول بازی انجام شد. ماتا، مهاجم پالاس، با ادوارد انکتیا تعویض شد که همراه با آرسنال، فینال جام حذفی ۲۰۲۰ را بالای سر برده بود و پپ که به دنبال تغییر اوضاع سیتی بود فیل فودن و کلودیو ایچوری را به جای سیلوا و مارموش به میدان آورد. تعویض ایچوری، غیرمنتظره بود، اما پنج دقیقه پس از ورود به زمین، در دقیقه ۸۱ شانس زیادی برای گلزنی داشت که شوت او توسط هندرسون مهار شد. سپس در دقیقه ۸۶ شوت مونیوز با عبور از مقابل دروازه سیتی، عرض زمین را طی کرد و به اوت رفت. در دقیقه ۸۸ پپ، ایلکای گوندوغان را به جای سیلوا وارد زمین کرد.
داور، ده دقیقه وقت اضافه برای بازی در نظر گرفت و سیتی همچنان سعی داشت با زدن گل تساوی، کار را به وقت‌های اضافه بکشاند. در دقیقه ۹۲ شوت دی بروینه، از کنار دروازه گذشت و در دقیقه ۹۵، ایچوری دو موقعیت طلایی برای گلزنی داشت که اولین موقعیت توسط هندرسون، دروازه‌بان پالاس، مهار و موقعیت دوم توسط مدافعان پالاس دفع شد تا از یک گل قطعی جلوگیری شود. در پنج دقیقه پایانی، پالاس کار سختی برای مقاومت نداشت تا اینکه سرانجام داور سوت پایان بازی را زد و اولین جام حذفی تاریخ کریستال پالاس در سومین حضور این تیم در فینال، به دست آمد. در حالی که پالاس برای گرفتن جام به میدان می‌رفت، جوئل وارد، بازیکن تعویضی استفاده نشده، که آخرین بازیکن بازمانده پالاس از فینال جام حذفی ۲۰۱۶ بود و در پایان فصل پس از ۱۳ سال از تیم جدا می‌شد، افتخار بلند کردن جام را به همراه کاپیتان مارک گی‌هی به دست آورد.

### جزئیات
| کریستال پالاس | ۱–۰   | منچستر سیتی |
| ------------- | ----- | ----------- |
| ازه ۱۶'       | گزارش |             |

| کریستال پالاس | منچستر سیتی |

| GK           | ۱  | دین هندرسون     | '۹۰+۱ |     |
| CB           | ۲۶ | کریس ریچاردز    |       |     |
| CB           | ۵  | مکسانس لکروا    |       |     |
| CB           | ۶  | مارک گی‌هی (c)   |       | '۶۱ |
| RM           | ۱۲ | دنیل مونیوز     |       |     |
| CM           | ۲۰ | آدام وارتون     |       | '۸۷ |
| CM           | ۱۸ | دایچی کامادا    |       |     |
| LM           | ۳  | تایریک میچل     |       |     |
| RW           | ۷  | اسماعیل سار     |       |     |
| LW           | ۱۰ | ابرچی ازه       |       |     |
| CF           | ۱۴ | ژان-فیلیپ ماتتا |       | '۷۸ |
| نیمکت‌نشین‌ها: |    |                 |       |     |
| GK           | ۳۰ | مت ترنر         |       |     |
| DF           | ۲  | جوئل وارد       |       |     |
| DF           | ۱۷ | ناتانیل کلاین   |       |     |
| DF           | ۲۵ | بن چیلول        |       |     |
| MF           | ۸  | جفرسون لرما     |       | '۶۱ |
| MF           | ۱۹ | ویل هیوز        |       | '۸۷ |
| MF           | ۵۵ | Justin Devenny  |       |     |
| FW           | ۹  | ادوارد انکتیا   |       | '۷۸ |
| FW           | ۲۱ | Romain Esse     |       |     |
| سرمربی:      |    |                 |       |     |
| الیور گلاسنر |    |                 |       |     |

| GK           | ۱۸ | استفان اورتگا      |       |     |
| RB           | ۲۵ | مانوئل آکانجی      |       |     |
| CB           | ۳  | روبن دیاز          | '۸۲   |     |
| CB           | ۲۴ | یوشکو گواردیول     |       |     |
| LB           | ۷۵ | نیکو آوریلی        | '۶۶   |     |
| CM           | ۲۰ | برناردو سیلوا      | '۷۵   | '۸۸ |
| CM           | ۱۷ | کوین دی بروینه (c) | '۸۵   |     |
| RW           | ۲۶ | ساویو              |       | '۷۶ |
| AM           | ۷  | عمر مرموش          |       | '۷۶ |
| LW           | ۱۱ | جرمی دوکو          |       |     |
| CF           | ۹  | ارلینگ هالند       |       |     |
| نیمکت‌نشین‌ها: |    |                    |       |     |
| GK           | ۳۱ | ادرسون             |       |     |
| DF           | ۲۲ | ویتور ریس          |       |     |
| DF           | ۴۵ | عبدالقادر حسنوف    |       |     |
| MF           | ۱۰ | جک گریلیش          |       |     |
| MF           | ۱۴ | نیکو گونزالس       |       |     |
| MF           | ۱۹ | ایلکای گوندوغان    |       | '۸۸ |
| MF           | ۲۷ | ماتئوس نونز        |       |     |
| MF           | ۳۰ | کلودیو ایچوری      | '۹۰+۴ | '۷۶ |
| MF           | ۴۷ | فیل فودن           |       | '۷۶ |
| سرمربی:      |    |                    |       |     |
| پپ گواردیولا |    |                    |       |     |

| بهترین بازیکن بازی: دنیل مونیوز (کریستال پالاس) کمک‌داور: آدام نان (ویلتشر) دن روباتن (نورفک) داور چهارم: دارن انگلند (شفیلد و هالمشر) کمک‌داور ذخیره: کریگ تیلور (استافوردشر) کمک‌داور ویدئویی: جارد گیلت ( لیورپول) دستیار کمک‌داور ویدئویی: مایکل سالیزبری (لنکشر) پشتیبان کمک داور ویدیویی: درن کن (نورفک) | قوانین بازی - ۹۰ دقیقه - در صورت لزوم ۳۰ دقیقه وقت اضافه - ضربات پنالتی در صورت تداوم مساوی - حضور ۹ بازیکن نیمکت‌نشین - حداکثر پنج تعویض، با امکان انجام تعویض ششم در وقت اضافه |

## پخش تلویزیونی
فینال به صورت زنده در بریتانیا از طریق شبکه‌های زیر پخش تلویزیونی شد:
BBC One، ITV1، STV، UTV
و از طریق BBC iPlayer، ITVX و STV Player استریم شد. پوشش رادیویی ملی توسط BBC Radio 5 Live و Talksport ارائه شد و ایستگاه‌های رادیویی محلی BBC Radio London و BBC Radio Manchester نیز تفسیرهای مسابقه را پخش کردند.